# Shrek para Sempre
Shrek Forever After (bra/prt: Shrek para Sempre), também estilizado como Shrek 4ever After e nomeado como Shrek: The Final Chapter, é um filme estadunidense de animação, comédia aventura, fantasia e romance, lançado em maio de 2010, dirigido por Mike Mitchell, com roteiro de Josh Klausner & Darren Lemke. É o quarto filme da franquia Shrek e a continuação de Shrek the Third (2007). É estrelado por Mike Myers, Eddie Murphy, Cameron Diaz, Antonio Banderas, Julie Andrews e John Cleese, reprisando seus papéis anteriores, com Walt Dohrn introduzido no papel de Rumpelstiltskin.
Com o lançamento de Shrek para Sempre, Shrek se tornou a primeira franquia de filmes de animação a ser uma quadrilogia na história do cinema. O filme estreou no Festival de Cinema de Tribeca em 21 de abril de 2010. Foi lançado comercialmente nos cinemas dos Estados Unidos pela Paramount Pictures em 21 de maio de 2010, nos formatos 3D e IMAX 3D. Shrek Forever After estreou como o filme de maior bilheteria nos cinemas, uma posição que ocupou por três semanas consecutivas nos Estados Unidos e no Canadá, arrecadando um total mundial de 752 milhões de dólares e se tornando o quinto filme de maior bilheteria de 2010. Além disso, Shrek para Sempre tornou-se o segundo filme de maior bilheteria da DreamWorks Animation nas bilheterias estrangeiras. Embora tenha sido anunciado como o último filme da franquia, a DreamWorks anunciou que um quinto filme encontra-se em estágio de desenvolvimento.

## Enredo
Antes de Shrek e Burro resgatarem a princesa Fiona durante os eventos do primeiro filme, o Rei Harold e a Rainha Lillian - desesperados para retirar a maldição de sua filha - reuniram-se em um acampamento de bruxas com o traiçoeiro Rumpelstiltskin, que deseja se tornar o rei da Tão, Tão Distante em troca de ajudá-los. Mas antes que o rei e a rainha pudessem assinar o contrato, os dois são informados que Fiona havia sido resgatada. O contrato é rasgado pelo rei, e como resultado, Rumpelstiltskin se revolta com Shrek por ele ter resgatado Fiona.
Nos tempos atuais, Rumpelstiltskin está em uma biblioteca local, lendo e rasgando cada página do livro que conta a história de Shrek e Fiona. Pinóquio, que está trabalhando na biblioteca, informa que o mesmo terá que pagar pelo livro. Rumpel faz uma proposta para ele, de torná-lo um menino de verdade, mas Pinóquio, já aborrecido e sabendo como eram suas propostas, o chuta para fora do estabelecimento.
Enquanto isso no pântano, Shrek tem ficado constantemente cansado de ser um homem de família e celebridade entre os moradores locais, levando-o a ter lembranças de quando ele se sentia um "ogro de verdade". A família parte para Tão, Tão Distante para comemorar o aniversário das crianças no antigo bar "Maçã Envenenada". A festa vira uma verdadeira bagunça com os Os Três Porquinhos comendo todos os doces, e uma criança com o seu pai, aborrecendo Shrek e pedindo que ele fizesse o "urro" (um forte grito que os ogros fazem). Shrek, já irritado, solta o famoso urro, e depois, ao ver que chegou um novo bolo (pois o outro bolo os porquinhos também já haviam comido), esmaga o rosto de "Quindim" (o ogro que estava estampado no bolo) e sai da festa com todos os convidados calados e assustados. Ele e Fiona discutem do lado de fora da festa sobre sua relação, que termina com Shrek precipitadamente concordando que ele era mais feliz antes de conhecê-la.
Após sair, Shrek encontra Rumpelstiltskin, que havia observado a discussão do ogro com Fiona, aproveitando a sua chance, ele segue Shrek pela floresta e forja o que parece ser um acidente, onde ele está preso debaixo de sua carruagem. Shrek se depara com a situação e rapidamente ajuda Rumpel. Agradecido, Rumpel oferece um passeio a Shrek e uma ratazana que ele vai preparar para o jantar. Quando Shrek expressa suas frustrações, Rumpel lhe oferece um dia para viver como um ogro de verdade, em troca de um dia de sua infância que ele não se lembre. Shrek assina o contrato mágico, e depois, vai parar em uma realidade alternativa onde ele ainda é temido pelos aldeões do povoado.
Shrek tem apenas um dia como um "ogro de verdade" e ninguém o reconhece, pois ele não havia nascido. Logo mais tarde, Rumpel faz um acordo com os pais de Fiona e eles desaparecem, tornando Rumpel o novo proprietário do reino de Tão Tão Distante. O acordo que ele tinha feito com Shrek só poderia ser desfeito se Shrek beijasse Fiona, mas ela não se encontra mais na torre do dragão. Fiona agora é uma guerreira, líder de um grupo de ogros que planejam tomar o reino de Rumpel. Além de Fiona, Shrek conhece Burro, agora trabalhando para as bruxas de Rumpel, e o Gato, que engordou e virou animal de estimação de Fiona. Ambos ajudam Shrek a beijar Fiona, mas após o ato, nada acontece, pois Fiona não o amava.
O plano de Fiona falha, e Rumpel a captura juntamente com os demais ogros, e agora, quer capturar Shrek também, oferecendo uma recompensa para quem encontrá-lo. Shrek mesmo se entrega, pedindo para que Rumpel liberte os outros ogros, incluindo Fiona. Como a princesa não é um ogro de verdade, Rumpel mantém Fiona presa e a coloca, junto de Shrek, para enfrentar a Dragão. Quando conseguem derrotá-la, e após o grupo de ogros adentrar no castelo lutando com Rumpul e as bruxas, Fiona passa a despertar um sentimento por Shrek.
Com o sol já nascendo, Shrek começa a desaparecer, e Fiona, depois de perceber que o ama, o beija antes que ele desapareça por completo, anulando o contrato e restaurando o mundo para um pouco antes de Shrek ter impressionado a todos com seu urro. Shrek abraça seus amigos e familiares com uma apreciação recente por tudo que ele tem, vivendo felizes para sempre.

## Elenco
| Vozes            | Personagem                    |
| ---------------- | ----------------------------- |
| Mike Myers       | Shrek                         |
| Cameron Diaz     | Princesa Fiona                |
| Eddie Murphy     | Burro                         |
| Antonio Banderas | Gato de Botas                 |
| Walt Dohrn       | Rumpelstiltskin               |
| Jon Hamm         | Brogan                        |
| Craig Robinson   | Cookie                        |
| Jane Lynch       | Gretchina                     |
| Julie Andrews    | Rainha Lillian                |
| John Cleese      | Rei Harold                    |
| Conrad Vernon    | Biscoito                      |
| Cody Cameron     | Pinóquio                      |
| Nina Zoe Bakshi  | Felicia                       |
| Larry King       | Doris, a Irmã Feia            |
| Regis Philbin    | Mabel, a Meia-irmã Feia       |
| Aron Warner      | Lobo (Lobin)                  |
| Chris Miller     | Espelho Mágico                |
| Chris Miller     | Gepeto                        |
| Chris Miller     | Mensageiro Real               |
| Mike Mitchell    | Guia Turístico                |
| Mike Mitchell    | Calçola ("Garoto Faz o Urro") |
| Mike Mitchell    | Baba, a bruxa                 |
| Ryan Searcrest   | Pai do Calçola                |
| Lake Bell        | Bruxa Patrulheira             |
| Mary Kay Place   | Bruxa Guarda                  |
| Kathy Griffin    | Bruxa da Dança                |
| Kristen Schaal   | Bruxa das Abóboras            |

## Produção
Após o sucesso de Shrek 2, um terceiro e quarto filme da série, juntamente com os planos para um quinto e último filme, foram anunciados em maio de 2004 por Jeffrey Katzenberg.
Em outubro de 2006, a DreamWorks Animation revelou que o quarto filme seria lançado em 2010.
Em outubro de 2007, Katzenberg anunciou um título para o quarto filme, "Shrek Goes Fourth", explicando que "Shrek sairia para o mundo todo!". Em maio de 2009, no entanto, a DreamWorks Animation renomeou o filme para Shrek Forever After, indicando que seria o último da série Shrek.[carece de fontes?]
Em novembro de 2009, Bill Damaschke, diretor de produção criativa da DreamWorks Animation, confirmou com "Tudo o que foi amado por Shrek no primeiro filme é trazido para o filme final".
Tim Sullivan foi contratado para escrever o roteiro em março de 2005, mas foi substituído por Darren Lemke e Josh Klausner. Sobre a evolução do roteiro, Klausner disse: "Quando cheguei ao projeto pela primeira vez, não deveria ser o capítulo final - originalmente haveria 5 filmes de Shrek. Então, cerca de um ano de desenvolvimento, eu e Jeffrey Katzenberg decidimos que a história que tínhamos chegado era o caminho certo para a jornada de Shrek terminar, o que foi incrivelmente lisonjeiro". Em maio de 2007, pouco antes do lançamento do terceiro filme, foi anunciado que Mike Mitchell iria dirigir  o novo filme. Grande parte do filme foi escrito e gravado em Nova York.

## Trilha sonora
1. "The Greatest Love Of All" - Whitney Houston
2. "One Love" - Bob Marley
3. "Rumpel's Party Palace"
4. "Shake Your Groove Thing"
5. "Hello" - Lionel Richie
6. "For Once In My Life" - Stevie Wonder
7. "Birthday Bash"
8. "You Belong to Me" - Jason Wade
9. "Hallelujah" - Rufus Wainwright (Apesar do cover de Wainwright da canção de Leonard Cohen estar no álbum da trilha-sonora, a versão que aparece no filme é de John Cale.)[12]
10. "Click Click" - Light FM
11. "Sure Shot" - Jeremy Steig
12. "Orinoco Flow" - Enya

## Lançamento

### Teatral
Shrek para Sempre teve sua premiere no Tribeca Film Festival em 21 de abril de 2010. Foi lançado comercialmente em 20 de maio de 2010, na Rússia, enquanto o lançamento nos Estados Unidos ocorreu no dia seguinte. Em julho de 2014, os direitos de distribuição do filme foram readquiridos pela DreamWorks Pictures da Paramount Pictures e transferidos para a 20th Century Fox antes de serem revertidos para a Universal Pictures em 2018.
Em Portugal e no Brasil, o filme foi lançado respectivamente em 8 e 9 de julho de 2010.

### Mídia doméstica
O filme foi lançado em DVD, Blu-ray 3D e Blu-ray em 7 de dezembro de 2010, sendo comercializado com o título Shrek Forever After: The Final Chapter. O filme arrecadou 76,5 milhões de dólares em vendas do DVD e Blu-ray.

### Marketing
Em 2010, o McDonald's lançou uma série de copos que apresentavam personagens pintados de Shrek para Sempre. Os desenhos pintados, no entano, continham o metal tóxico cádmio, o que gerou preocupações sobre a exposição a longo prazo ao cádmio contido no óculos Shrek, que era um brinde que vinha junto com o lanche. Como resultado, o McDonald's promoveu um recall de doze milhões de copos e pagou aos clientes para devolvê-los.

## Recepção

### Comercial
Shrek para Sempre arrecadou 238,7 milhões de dólares na América do Norte e 513,9 milhões de dólares em outros países, totalizando 752,6 milhões de dólares em todo o mundo, tornando-se o quinto filme de maior bilheteria de 2010.
O filme teve o maior lançamento de um filme de animação (4 359 cinemas, posteriormente expandido para 4 386) na América do Norte. No dia de estreia (21 de maio de 2010), ficou em primeiro lugar, arrecadando 20,8 milhões de dólares, valor inferior aos dias de estreia dos dois últimos filmes da série. O filme então estreou em três dias com 70,8 milhões de dólares, abaixo das previsões dos analistas de bilheteria que calcularam uma estreia de 105 milhões de dólares e também inferior aos dois filmes anteriores da franquia. Anne Globe, chefe de marketing mundial da DreamWorks Animation, disse estar "feliz com a estreia do filme" já que estreou em primeiro lugar e também teve a quarta melhor abertura para um filme de animação, na época, nos Estados Unidos e Canadá. Shrek para Sempre ocupou a primeira posição nas bilheterias estadunidenses por três finais de semana consecutivos.
Fora da América do Norte, liderou as bilheterias mundiais de fim de semana uma vez, de 16 a 18 de julho de 2010, com 46,3 milhões de dólares. Na Rússia e na CEI, seu segundo país com maior bilheteria, o filme teve um fim de semana de estreia de 19,7 milhões de dólares, um recorde entre os filmes de animação. Ganhou 51,4 milhões de dólares no total. Em terceiro lugar em ganhos totais vieram o Reino Unido, Irlanda e Malta, onde o filme estreou com 8,96 milhões de libras esterlinas (13,6 milhões de dólares) e terminou sua bilheteria com 31,1 milhões de libras esterlinas (51,1 milhões de dólares). No final de seu circuito mundial, Shrek para Sempre se tornou o filme de animação de maior bilheteria da DreamWorks Animation nas bilheterias internacionais.

### Crítica
No site agregador de resenhas Rotten Tomatoes, Shrek para Sempre tem um índice de aprovação de 57% com base em duzentas resenhas e uma classificação média de 5,9/10; o consenso crítico do site diz: "Embora tenha seus momentos, Shrek para Sempre muitas vezes parece uma repetição mecânica das piadas anteriores da franquia". No Metacritic, o filme tem uma pontuação média ponderada de 58/100, com base em 35 críticas, indicando "críticas mistas ou médias". O público dos cinemas pesquisado pelo CinemaScore deu ao filme uma nota média "A" em uma escala de "A+" a "F", a mesma pontuação obtida por Shrek e Shrek 2, representando uma melhora na avaliação em comparação ao "B+" recebido por Shrek the Third.
Stephen Holden, crítico do jornal The New York Times, afirmou: "O que fortalece Shrek para Sempre são seus personagens principais brilhantemente realizados, que quase uma década após o primeiro filme de Shrek permanecem originais em seu design, personalidade e voz, que são tão vitais e envolventes quanto qualquer personagem na história da animação". Pete Hammond, da revista BoxOffice, deu ao filme quatro estrelas e meia de cinco e escreveu: "Hilário e sincero do início ao fim, este é o melhor Shrek de todos, e isso não é um conto de fadas. Pegando emprestado generosamente o estilo de It's a Wonderful Life de Frank Capra, este filme mistura grandes risadas e emoção para explorar como seria Tão Tão Distante se Shrek nunca tivesse existido". James Berardinelli da Reelviews concedeu ao filme três de quatro estrelas e escreveu: "Mesmo que Shrek para Sempre seja obrigatório e desnecessário, é melhor que Shrek The Third e é provável que a maioria dos que assistem como forma de dizer adeus ao Grande Ogro Verde não desejará ter procurado uma maneira mais lucrativa de gastar mais de noventa minutos".
James White, da revista Empire, deu ao filme quatro de quatro estrelas, dizendo: "A DreamWorks pode estar entrando em um período de nova criatividade. Com How to Train Your Dragon e um final para a franquia Shrek, embora em tons mais escuros mas muito engraçado, eles encontraram a magia novamente". Lisa Schwarzbaum da Entertainment Weekly deu ao filme uma nota "B−", dizendo "Todos os envolvidos cumprem seus requisitos de trabalho adequadamente. Mas a magia se foi e Shrek para Sempre não é um fenômeno como os primeiros filmes foram".
Dando ao filme apenas uma estrela de quatro em sua crítica, Kyle Smith, do New York Post, escreveu: "Depois do surto frenético de alusões e piadas de contos de fadas nos três primeiros Shrek's, este quarto avança com algumas cenas de ação inúteis e o trocadilho moderado ocasional".